# Pirro Dodbiba
Pirro Dodbiba (* 1925 in Elbasan; † April 2004) war ein albanischer Politiker der Partei der Arbeit Albaniens.

## Biografie
Dodbiba entstammte einer einflussreichen Familie aus Elbasan in Mittelalbanien. Sein Vater Sokrat Dodbiba war Ökonom und zwischen November 1943 und Juli 1944 Finanzminister. Sein Bruder Niko Dodbiba war Botschafter in Bulgarien, während sein Bruder Bardhyl Dodbiba Offizier der Streitkräfte wurde.
Während des Zweiten Weltkrieges beteiligte er sich von 1942 bis 1944 beim Dajti als Partisan am kommunistischen antifaschistischen Unabhängigkeitskrieg und war später Politkommissar. Nach dem Ende des Krieges studierte er von 1945 bis 1950 Agrarwissenschaft an der Timarjasew-Akademie, der staatlichen Agraruniversität der Sowjetunion, und schloss dieses Studium mit einem Diplom in Landwirtschaftsplanung ab. Nach seiner Rückkehr wurde er zunächst Vizeminister für Landwirtschaft, ehe er Direktor des 1951 von ihm gegründeten Landwirtschaftlichen Instituts (Institutit të Lartë Bujqësor) wurde.
Dodbiba, der auch Mitglied des Zentralkomitees (ZK) der PPSh war, war anschließend von 1956 bis 1966 Leiter der Abteilung für Landwirtschaft des ZK. 1962 wurde er erstmals Abgeordneter der Volksversammlung (Kuvendi Popullor) und gehörte dieser in der fünften bis zur achten Wahlperiode an.
Am 1. Januar 1965 wurde er zum Landwirtschaftsminister in die Regierung von Ministerpräsident Mehmet Shehu und gehörte dieser bis zu seiner Entlassung am 29. April 1976 an.
Während seiner Amtszeit als Minister erlangte die Landwirtschaft zunehmend Bedeutung, so dass nach 1971 stetig wachsende Planziele durch das Zentralkomitee veranschlagt wurden. In den Jahren davor kam es immer wieder zu Problemen im Landwirtschaftssektor und der Nichterreichung der Planungsziele in der landwirtschaftlichen Produktion. Darüber hinaus wurden von der Führung der Partei schnelle Modernisierungen und Konsolidierungen der Staatlichen Landwirtschaftsbetriebe verlangt. Als Minister leitete er 1971 auch eine Landwirtschaftsdelegation auf einer Reise in die Volksrepublik China und traf dort mit dem chinesischen Ministerpräsidenten Zhou Enlai sowie dem Minister für Land- und Forstwirtschaft Fa Sheng zusammen.
Auf dem 6. Parteitag der PPSh erfolgte im November 1971 seine Wahl zum Kandidaten des Politbüros der PPSh. Diese Funktion behielt er bis zu seinem Ausscheiden im April 1976. Am 15. November 1976 verlor er auch sein Mandat in der Volksversammlung.
Grund für seine Entlassung als Minister im April 1976 war „berufliches Versagen“ in der Umsetzung der parteilichen Produktionsziele in der Landwirtschaft.
Nach dem Zusammenbruch des Kommunismus war er 2003 Vorsitzender des Nationalkomitees der Kriegsveteranen des Antifaschistischen Nationalen Befreiungskrieges des Albanischen Volkes (Komiteti Kombëtar i Veteranëve të Luftës Antifashiste Nacional-Çlirimtare të Popullit Shqiptar).